# Jan Mietelski

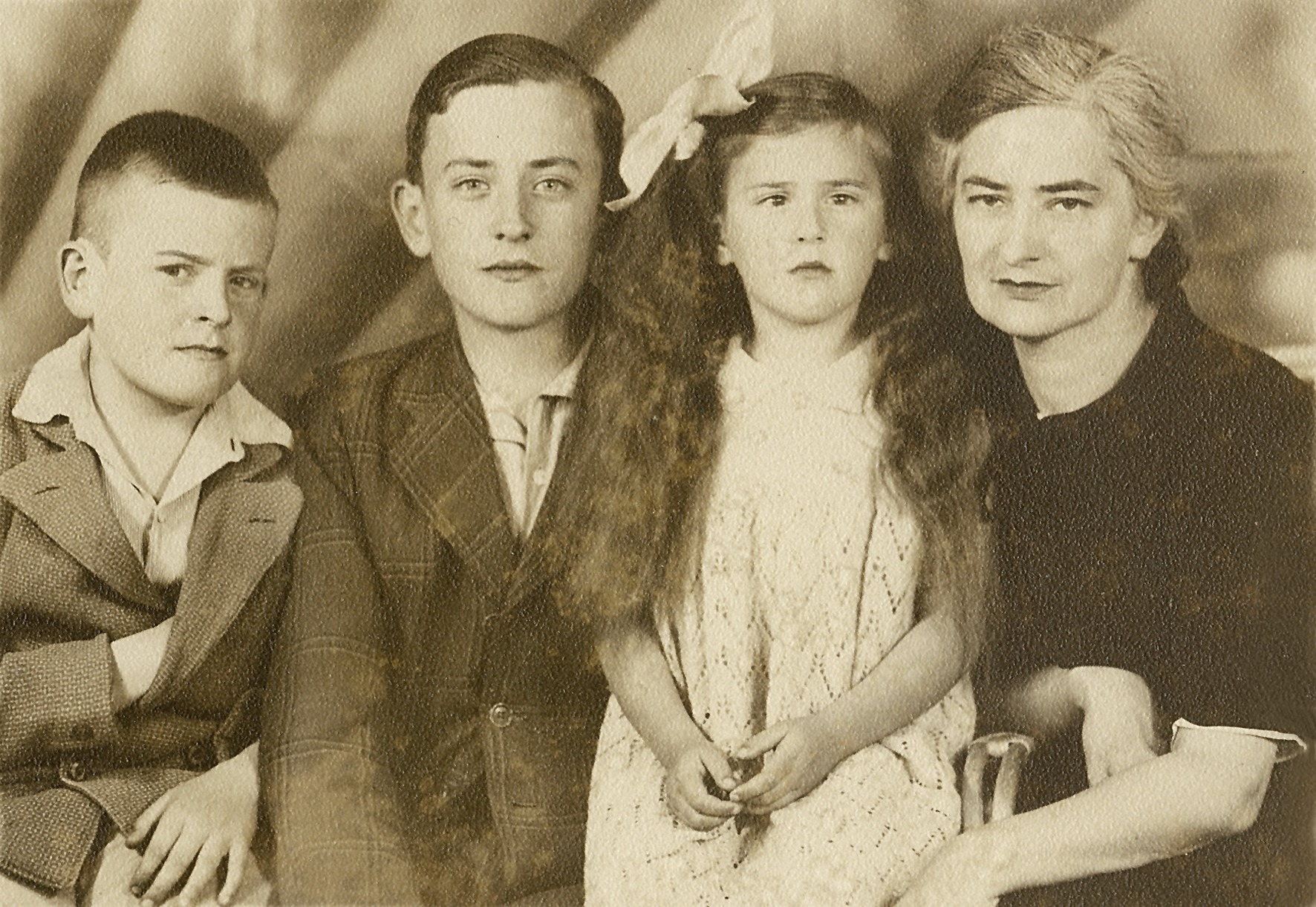
Jan Mietelski (drugi od lewej) z matką i rodzeństwem w Zakliczynie w 1945

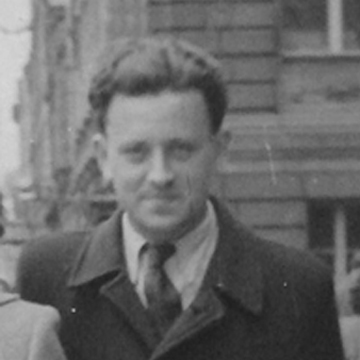
Jan Mietelski podczas studiów II stopnia we Wrocławiu w 1953

Jan Józef Mietelski (ur. 22 września 1930 w Krakowie) – polski astronom i nauczyciel akademicki, wykładowca Uniwersytetu Jagiellońskiego w Krakowie. 

## Życiorys
Ukończył szkołę podstawową i gimnazjum w Zakliczynie, gdzie jego ojciec był w latach okupacji notariuszem. Po powrocie do Krakowa uczęszczał do klasy matematyczno-fizycznej w III Państwowym Liceum im. Króla Jana Sobieskiego, gdzie zdał maturę w 1949. W tym samym roku rozpoczął studia matematyki z astronomią na Uniwersytecie Jagiellońskim w Krakowie, które ukończył w 1954 na Uniwersytecie Wrocławskim, ponieważ w tych czasach struktura studiów była dwupoziomowa (studenci astronomii UJ musieli odbywać magisterium we wrocławskim Obserwatorium Astronomicznym, kierowanym przez prof. Eugeniusza Rybkę). Pracę magisterską Próba wyznaczenia względnych różnic natężeń w widmach Księżyca i Słońca wykonał pod kierunkiem doc. Antoniego Opolskiego.
Od 1949 wykonywał – na zlecenie prof. Tadeusza Banachiewicza – prace obliczeniowe na rzecz Obserwatorium Astronomicznego UJ oraz recenzował popularno-naukowe książki o astronomii w miesięczniku Urania. Od 1952 (jeszcze jako student) był zastępcą asystenta na UJ oraz popularyzował astronomię jako prelegent Towarzystwa Wiedzy Powszechnej. Po ukończeniu studiów w 1954 otrzymał aspiranturę naukową PAN i pod kierunkiem prof. Banachiewicza rozpoczął pracę doktorską, poświęconą wyrównaniu metodą krakowianową szeregu heliometrycznych kazańskich obserwacji Księżyca, wykonanych przez Banachiewicza w celu wyznaczenia jednorodnych parametrów libracji fizycznej Księżyca.
W styczniu 1957 został starszym asystentem UJ w katedrze Astronomii Teoretycznej i Geofizyki Astronomicznej prof. Karola Kozieła, a w 1961 został zaproszony przez kierującego Katedrą Astronomii na Uniwersytecie Wiktorii w Manchesterze prof. Zdenka Kopala na 3-miesięczne stypendium w celu szybszego (dzięki wykorzystaniu jednego z pierwszych w Europie komputerów typu Ferranti Mercury) ukończenia pracy doktorskiej. Po latach okazało się, że fundatorem owego stypendium była NASA, dla której prof. Kopal od 1958 r. opracowywał mapy powierzchni Księżyca, wykorzystane w programie Apollo. 
Upublicznione w 1966 na II Międzynarodowej Konferencji Selenodezyjnej w Manchesterze parametry okazały się niezwykle bliskie wynikom uzyskanym  2 lata później z analizy perturbacji przez program Lunar Orbiter i potwierdzonym po latach metodą transksiężycowej transmisji laserowej. Po obronie pracy doktorskiej w 1964 Jan Mietelski został adiunktem UJ, a w 1970 został mianowany starszym wykładowcą UJ. Do przejścia na emeryturę z końcem roku akademickiego 1994/95 wykładał na UJ głównie astronomię ogólną i sferyczną, mechanikę nieba i astronomiczne podstawy geografii – ale także geofizykę ogólną, statystykę i programowanie w języku Fortran.
W latach 1974–1977 był wicedyrektorem Obserwatorium Astronomicznego UJ. Jest autorem podręcznika Astronomia w geografii, wyróżnionego w 1979 indywidualną nagrodą II stopnia Ministra Nauki, Szkolnictwa Wyższego i Techniki i wielokrotnie wznawianego. Jest autorem licznych opracowań dotyczących historii polskiej astronomii, w tym biografii astronomów. Od wielu lat zajmuje się także rzadką specjalnością astronomiczną – gnomoniką. Jest autorem i konsultantem kilkunastu opracowań zegarów słonecznych zbudowanych na terenie całej Polski w latach 1972–2018. Przez niemal 30 lat był też jednym z kilku astronomów, którzy w krakowskim obserwatorium zajmowali się nadawaniem sygnału czasu dla Polskiego Radia. To właśnie on nadał ostatni sygnał z Krakowa 1 kwietnia 1984 roku.
Od 1948 członek (w latach 1992–2000 prezes) Polskiego Towarzystwa Miłośników Astronomii. Od 1954 członek (w latach 1969–1973 wiceprezes) Polskiego Towarzystwa Astronomicznego. Od 1956 członek Polskiego Towarzystwa Astronautycznego. Od 1973 członek Międzynarodowej Unii Astronomicznej IAU. Od 1990 członek i założyciel Europejskiego Towarzystwa Astronomicznego. Działacz związkowy – od 1954 w szeregach Związku Nauczycielstwa Polskiego (Sekretarz Rady Zakładowej UJ w latach 1970–1980), a od 1980 – NSZZ Solidarność. 

## Nagrody
- Krzyż Kawalerski Orderu Odrodzenia Polski[potrzebny przypis]
- Złoty Krzyż Zasługi[potrzebny przypis]
- medal Honoris Gratia[potrzebny przypis]

## Życie prywatne
Źródło:
Jest synem notariusza dr. Leona Mietelskiego (1894–1967) oraz Ireny ze Stankiewiczów (1902–1992), nauczycielki. Jego brat, prof. Marek Mietelski jest pianistą, a siostra – Agnieszka Mietelska-Ciepierska (ur. 20 października 1939 w Krakowie - zm. 14 stycznia 2008 tamże) była muzykologiem i kustoszem Zbiorów Muzycznych Biblioteki Jagiellońskiej. W 1955 r. ożenił się z koleżanką ze studiów, Danutą Łagunianką (1930–1992). Owocem tego związku są dwaj synowie: Michał Marek Mietelski i Jerzy Wojciech Mietelski. 

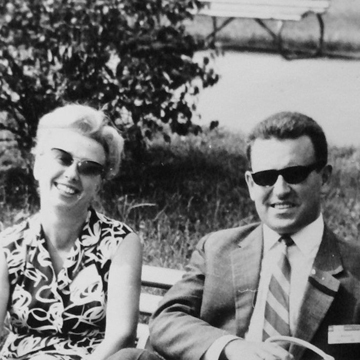
Jan Mietelski z żoną na Kongresie IAU w Pradze w 1967

Jako członek rodziny o wielopokoleniowych tradycjach muzycznych jest miłośnikiem barokowej i romantycznej muzyki organowej. Będąc w tej dziedzinie samoukiem (nigdy nie uczęszczał do szkoły muzycznej) uprawia tę muzykę czynnie, zwykle na 68-głosowych (3 manuały + pedał) organach, które samodzielnie zmontował w 1981 roku.